# Dule, Ribnica
Dule so naselje v Občini Ribnica. Je vasica z dvema hišama in eno počitniško hišo na vzhodnem obrobju Velikolaščanske pokrajine. Leži na izraziti terasi na levem bregu potoka Zastava v neposredni bližini Ortneka. Nasproti nje se nahaja železniška postaja ob progi Grosuplje-Kočevje. Pod naseljem so travniki, ki jih omejuje glavna cesta Škofljica-Kočevje. Nad njim pa na precej strmem pobočju ozek pas iglastega gozda.